# Batrachorhina vadoniana
Batrachorhina vadoniana là một loài bọ cánh cứng trong họ Cerambycidae.